# Regeringskrisen i Sverige 1990
Regeringskrisen i Sverige 1990 var en regeringskris som ledde till att regeringen Carlsson I avgick, att finansminister Kjell-Olof Feldt lämnade politiken. Sedermera bildade socialdemokraterna en ny regering, regeringen Carlsson II, med Allan Larsson som finansminister. Den hade sitt ursprung i att regeringen lanserade en rad åtgärder för att dämpa Sveriges överhettade ekonomi, med bland annat en avreglerad kreditmarknad, kraftigt utökad utlåning från bankerna, som en följd av den så kallade novemberrevolutionen, och hög inflation.

## Åtgärdspaketet
För att dämpa den överhettade ekonomin, som sedermera ledde till finanskrisen 1990-1994, lade regeringen fram ett hårt krispaket. Det förklarades, av finansminister Kjell-Olof Feldt, att ökningen av priser och kostnader steg för snabbt i förhållande till den svaga ekonomiska tillväxten vilket tvingade fram paketet, som bland annat innehöll:
- prisstopp, undantaget ökningar som beror på ökningar av importpriser och ändringar av indirekta skatter.
- lönestopp
- skattestopp
- utdelningsstopp, börsnoterade företag, som inte får höja utdelningarna till aktieägare under 1990 och 1991.
- fredsplikt, strejker för högre lön blir olagliga och skadestånd för brott mot fredsplikten ska uppgå till 5 000 kronor.

Böter för brott mot fredsplikten låg på 200 kronor, och hade inte höjts sedan 1930-talet. Samtliga representanter för fackförbunden hade accepterat strejkförbudet, men Kommunals ordförande Lillemor Arvidsson hade inte varit med vid förhandlingarna. Hon reagerade mycket starkt mot förslaget, och det gjorde medlemmarna i samtliga fackförbund också, och den punkten drogs snabbt tillbaks.
Det stod senare klart att samtliga övriga riksdagspartier motsatte sig paketet och att regeringen saknade stöd. Ingvar Carlsson valde då att ställa kabinettsfråga, han förvarnade alltså om att regeringen tänkte avgå om förslaget inte fick bifall i Riksdagen.

## Resultat
Den 15 februari röstades det om åtgärdspaketet i Riksdagen och Socialdemokraterna förutsatte att Vänsterpartiet Kommunisterna skulle ge ett motvilligt stöd, som de brukat i mer än femtio år. Istället avslogs regeringens förslag med siffrorna 190 mot 153. Det hade redan innan diskuterats om ett stundande nyval om paketet inte gick igenom. Talmannen Thage G. Peterson ledde arbetet med att ordna en ny regering. Han samtalade med oppositionsledaren, Moderaternas partiledare Carl Bildt, som avböjde. Bildt motiverade det med att riksdagen hade en vänstermajoritet med Socialdemokraterna och Vänsterpartiet Kommunisterna, vilket skulle göra en moderatledd regering omöjlig utan nyval.
Förhandlingar gjordes även mellan Miljöpartiet och Socialdemokraterna, men Socialdemokraterna menade att Miljöpartiet hade orimliga krav.
Till slut meddelades att en ny regering ledd av Ingvar Carlsson skulle presenteras och omröstning skulle ske. Parallellt med det meddelade finansminister Kjell Olof Feldt att han skulle avgå och Allan Larsson presenterades som ny finansminister.
Den nya regeringen, regeringen Carlsson II, tillsattes formellt 27 februari 1990 vid en konselj med Carl XVI Gustaf.
Regeringskrisen ledde också till oro på valutamarknaden eftersom dess tilltro till Sveriges då fasta växelkurs påverkades av den politiska oäkerheten. För att försvara växelkursen höjde Riksbanken styrräntan med tre procentenheter den 14 februari. Även om den kortsiktiga oron stillades så fortsatte valutamarknadens långsiktiga förväntningar på växelkursen att ligga under det av Riksbanken fastställda intervallet fram till dess att den fasta växelkursen övergavs 1992.